# Garry Mendes Rodrigues
Gerson (Garry) Mendes Rodrigues (Rotterdam, 27 november 1990) is een Kaapverdisch-Nederlands profvoetballer die doorgaans als aanvaller speelt. Mendes Rodrigues debuteerde in 2013 in het Kaapverdisch voetbalelftal.

## Clubcarrière
Mendes Rodrigues speelde in de jeugdopleiding van Feyenoord. Na een onderbreking van bijna een jaar debuteerde hij in het betaald voetbal bij Real Massamá SC. Mendes Rodrigues keerde na één jaar terug naar het amateurvoetbal bij XerxesDZB en speelde ook een maand in Duitsland bij Rostocker FC. Hij maakt in het seizoen 2011/12 24 doelpunten in de eerste klasse voor FC Boshuizen. Daarop kreeg hij een contract bij ADO Den Haag. Die club verhuurde hem direct aan FC Dordrecht. Mendes Rodrigues tekende in februari 2013 een contract voor tweeënhalf jaar bij Levski Sofia. Dat verkocht hem in januari 2014 aan Elche CF, waar hij voor vier jaar tekende. Nadat de club verplicht degradeerde uit de Primera División vanwege problemen met de belastingdienst, liet hij hier op 1 augustus 2015 zijn contract ontbinden. Mendes Rodrigues tekende later die week een contract tot medio 2018 bij PAOK Saloniki, de nummer drie van Griekenland in het voorgaande seizoen. Op 10 januari 2017 tekende hij een contract tot medio 2021 bij Galatasaray SK. In januari 2019 werd hij verkocht aan Al-Ittihad Club uit Saoedi-Arabië. Hiervoor speelde hij negen wedstrijden voor de club hem in juli 2019 voor twee jaar verhuurde aan Fenerbahçe SK. In 2021 maakte hij de overstap naar Olympiakos Piraeus.
Mendes Rodrigues is een neef van Jerson Cabral. In 2013 debuteerde hij in het Kaapverdisch voetbalelftal

## Erelijst
| Kampioen Süper Lig | 1x | 2017/18 |